# Soneto 11
| «» Soneto 11 |
| --- |
| As fast as thou shalt wane, so fast thou growest In one of thine, from that which thou departest; And that fresh blood which youngly thou bestowest Thou mayst call thine when thou from youth convertest. Herein lives wisdom, beauty and increase: Without this, folly, age and cold decay: If all were minded so, the times should cease And threescore year would make the world away. Let those whom Nature hath not made for store, Harsh featureless and rude, barrenly perish: Look, whom she best endow'd she gave thee more; Which bounteous gift thou shouldst in bounty cherish: She carved thee for her seal, and meant thereby Thou shouldst print more, not let that copy die. |
| –William Shakespeare |

Soneto 11 é um dos 154 sonetos de William Shakespeare. Neste, o eu-lírico continua a dizer, como nos sonetos anteriores, que é preciso que o jovem procrie e transmita sua beleza a uma cópia de si mesmo, ou seja, um filho.

## Traduções

### Tradução de Thereza Christina Rocque da Motta
Tão rápido quanto cresces, assim fenecerás

Em um dos teus de quem te despedes;

E o sangue novo que aos mais novos concedes

Poderás chamar de teu quando deixares a juventude.

Aqui reside a sabedoria, a beleza e o progresso;

Sem isto, há loucura, velhice e decrepitude.

Se todos se importassem, o tempo cessaria,

E em três tempos do mundo ele se despediria.

Deixemos aqueles que a Natureza não preservou,

Duros, amorfos e rudes, morrer sem filhos.

Àqueles a quem ela concedeu a graça, deu mais ainda;

Cujo presente abundante mais deverias prezar;

Ela te esculpiu como símbolo e, por isso,

Mais deverias produzir para não feneceres.

### Tradução deMilton Lins
Depressa diminuis, ligeiro alçaste

Em um dos teus, do qual o teu partiu.

E o sangue fresco que, jovial, doaste,

Que deves chamar teu, e persistiu.

Tu vives sabia e belamente, e aumentas

Sem a loucura fria do abandono.

Pensando bem, o tempo não sustentas,

Sessenta anos, e o mundo entrou no sono.

Deixa os que a Natureza não poupou;

Rudes, comuns, estéreis, repartidos:

Olha os que ela melhor aqui dotou;

Tais prodígios presentes tens curtidos.

Fez-te para sinete e quer dizer

Que imprimas mais, não o deixes fenecer.